# Jabiru

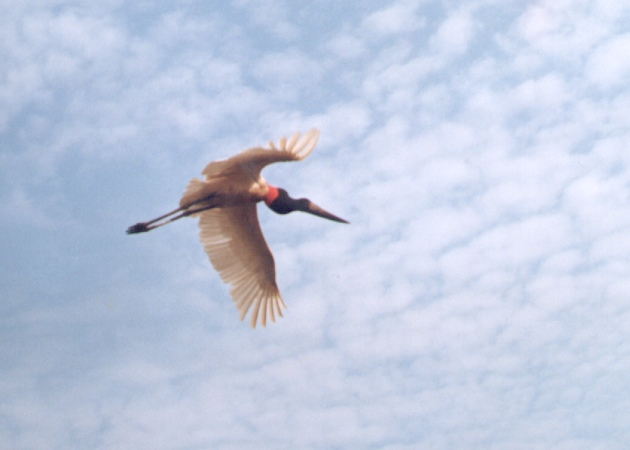
Jabiru mycteria em voo.

Jabiru é um gênero de aves da família Ciconiidae, cujo único representante contemporâneo é o Jaburu (Jabiru mycteria).

## Características
Os tuiuiús são por natureza aves grandes, pernaltas adaptados a viverem entorno de pântanos, a base da caça de peixes e de pequenos animais. Recordistas como as aves que possuem alguns dos maiores ninhos.

## Espécies
- Tuiuiú-gigante (Jabirus condorensis), espécie fóssil descrita do Plioceno, achada na Venezuela.
- Tuiuiú (Jabiru mycteria), única espécie existente na contemporaneidade.
- Tuiuiú-Lidekker (Jabiru lydekkeri), espécie extinta descrita a partir de fósseis achados próximos de Lagoa Santa, em Minas Gerais.